# Witte bollenboom
Witte bollenboom is een artistiek kunstwerk in Amsterdam Nieuw-West.
De titel voor het werk is gegeven door kunstenaar Timo Goosen, die een sculptuur maakte in de vorm van een spierwitte boom, die allerlei grillige vertakkingen kent. Het kunstwerk staat opgesteld in een woest grasveld aan de westzijde van het park De Oeverlanden. Het beeld van cement uit 1988, is een restant van de tentoonstelling Oeverlanden, beelden bij het nieuwe meer, die liep van 17 september tot 29 oktober 1989. Het bestond uit een aantal kunstwerken geleverd door kunstenaars die hun atelier hadden gevestigd in een magazijnencomplex nabij de Nieuwe Meer, Installaties stonden daarbij in het park, op het water of hingen aan bomen.  